# MBC게임 팀리그의 포스트 시즌
팀리그 역대 포스트시즌은 팀리그에서 치러진 포스트시즌으로 결승전을 제외한 결승전으로 가기 위한 경기이다.

## 2003년 팀리그 포스트시즌
|  | 플레이오프   |              |   |
|  |              |              |   |
|  | KTF 매직엔스 | KTF 매직엔스 | 0 |
|  | SouL         | SouL         | 3 |

|  | 3, 4위전 |           |   |
|  |          |           |   |
|  | L1       | KTEC Plus | 4 |
|  | L2       | SouL      | 3 |